# Globalització de l'economia
La globalització econòmica és una de les tres dimensions principals de la globalització, comunament esmentada en la literatura acadèmica. Les altres dimensions són la globalització política i la globalització cultural. La globalització econòmica es refereix al moviment internacional generalitzat de béns, capital, serveis, tecnologia i informació ; i la creixent integració i interdependència econòmiques de les economies nacionals, regionals i locals a tot el món, derivades de la intensificació d'aquest moviment transfronterer.
Mentre la globalització és un conjunt extens de processos en la relació amb múltiples xarxes econòmiques, polítiques i intercanvis culturals, la globalització econòmica contemporània és impulsada pel ràpid i significatiu creixement de la informació sobre tots els tipus d'activitats productives i pel desenvolupament de la ciència i la tecnologia.
Principalment es compon per la globalització de producció, finances, mercats, tecnologia, règims organitzacionals, institucions, corporacions i ocupació. Mentre la globalització econòmica s'ha expandit des del sorgiment del comerç internacional, ha crescut a causa de l'expansió pel que fa als avenços en telecomunicació i tecnologia sota el marc d'Acord General sobre Aranzels i Comerç i l'Organització Mundial del Comerç, cosa que va fer que els països reduïssin gradualment les seves barreres comercials i obrissin els seus comptes corrents i de capital. Aquest auge recent ha estat recolzat en gran manera per les economies desenvolupades que s'integren amb els països en desenvolupament a través de la inversió estrangera directa, la reducció dels costos de comercialització, la disminució de les barreres comercials i, en molts casos, la migració transfronterera.
Alhora que la globalització ha incrementat radicalment els ingressos, el creixement econòmic en països en desenvolupament i disminuït el preu al consumidor en països desenvolupats, també modifica la balança de poder entre els països en desenvolupament i els que ja s'han desenvolupat, afecta la cultura de cadascun dels països afectats. I la canviant locació de la producció de béns ha generat molts llocs de treball transfronterers, requerint que alguns treballadors en països desenvolupats canviïn de carrera.

## Evolució de la globalització

### Història
Els mercats internacionals de productes bàsics, els mercats laborals i els mercats de capital conformen l'economia i defineixen la globalització econòmica. Des de l'any 6500 aC C., el poble sirià comercialitzava bestiar, eines i altres articles. A Sumèria, una de les primeres civilitzacions de Mesopotàmia, es va establir un sistema de fitxes metàl·liques com una de les primeres formes de diners per a l'intercanvi mercantil. Els mercats laborals estan formats per treballadors, ocupadors, salaris, ingressos, oferta i demanda. Els mercats laborals han existit al llarg del temps, de manera semblant als mercats de productes bàsics. Els primers mercats laborals van proporcionar treballadors per cultivar i cuidar el bestiar per a la posterior venda als mercats locals. Els mercats de capital van sorgir a partir del desenvolupament d'indústries que demanen més recursos econòmics que els que requereix un agricultor individual.

### Tecnologia
La globalització consisteix a interconnectar persones de tot el món, més enllà de les limitacions donades per les fronteres geogràfiques. Aquests avenços en la globalització econòmica van ser interromputs per la Primera Guerra Mundial. La majoria de les potències econòmiques globals van implementar polítiques econòmiques proteccionistes i van introduir barreres comercials que van alentir el creixement del comerç fins al punt de l'estancament. Això va provocar una desacceleració del comerç mundial i fins i tot va portar a altres països a introduir límits a la immigració. La globalització no es va reprendre del tot fins a la dècada de 1970, quan els governs van començar a emfatitzar els beneficis del comerç. En l'actualitat, els avenços tecnològics de seguiment han portat a la ràpida expansió del comerç mundial.
Tres factors suggerits van accelerar la globalització econòmica: l'avenç de la ciència i la tecnologia, les reformes econòmiques orientades al mercat i les contribucions de les corporacions multinacionals. La invenció de 1956 del transport marítim en contenidors, juntament amb l'augment de la grandària dels vaixells, van ser una part important de la reducció dels costos de transport.

### Política i govern
L'Acord General sobre Aranzels Duaners i Comerç, realitzat per l'Organització Mundial del Comerç, va permetre als participants reduir les seves tarifes i barreres no aranzelàries per al comerç. Els governs van canviar les seves economies de planejament central de mercats. Aquestes reformes internes permeten a les empreses adaptar-se ràpidament i explotar les oportunitats creades pels canvis a la tecnologia.
Les corporacions multinacionals van reorganitzar la producció per obtenir un avantatge d'aquestes oportunitats. L'ús intensiu de mà d'obra va emigrar a àrees amb costos laborals menors, afegint posteriorment altres funcions, a causa de l'increment en les habilitats.
El desenvolupament de l'enviament en contenidors el 1956, i els increments en la mida dels vaixells, també van influir en la reducció dels costos de transport.
El 27 d'octubre del 1986, la borsa de valors de Londres va promulgar noves lleis liberalitzades que van permetre la connexió interna dels mercats globals, amb l'expectativa de grans increments en l'activitat del mercat. Aquest esdeveniment es va conèixer com el big-bang als mercats financers.

## Agents mundials

### Organitzacions Internacionals Governamentals
Una Organització Internacional Governamental (OG) fa referència a una entitat creada per tractat, involucrant dues o més nacions, per treballar en bona fe, sobre qüestions d'interès comú. Les OG han lluitat per la pau, seguretat i lidian amb qüestions econòmiques i socials. Exemples com: Les organitzacions mundials de les Nacions Unides, el Banc Mundial i, en un nivell regional, l'organització del Tractat de l'Atlàntic Nord entre d'altres.

### Organitzacions internacionals no governamentals
Tot i la seva activitat amb una nació, les ONG treballen amb la finalitat de beneficiar països no desenvolupats que enfronten el contraatac de la globalització econòmica. Classificades com qualsevol organització d'un grup de ciutadans sense ànim de lucre que està organitzada a nivell local, nacional o internacional. Aquestes organitzacions fan diversos serveis i funcions humanitàries, comuniquen les preocupacions dels ciutadans al govern, verifiquen i promouen polítiques i fomenten la participació política a través de la provisió d'informació. Per a més informació, consulta Organitzacions no governamentals.

### Corporacions multinacionals
Un dels molts canvis que han portat als països en desenvolupament és una major automatització, la qual cosa podrà danyar firmes locals no tan automatitzades que hauran de requerir que els seus treballadors desenvolupin noves habilitats per tal de passar a una economia canviant, deixant a alguns darrere. La infraestructura necessària per brindar educació no sempre és present, requerint una reorientació de l'interès del govern sobre serveis socials i enfocar-se a l'educació. Als anys recents, les corporacions han externalitzat activitats. Als negocis, la contractació externa implica destinar certs processos del negoci (el processament de la nòmina o reclamacions), funcions operacionals i activitats no fonamentals (manufactura, gestió d'instal·lacions, suport des de centres de trucades) a un tercer (vegeu també procés de contractació externa en un negoci).
La Comissió Econòmica per a Amèrica Llatina i el Carib (CEPAL) estableix que per crear millors relacions econòmiques globalment, els organismes financers internacionals han de treballar amb els països en desenvolupament per canviar com i on es concentra el crèdit i així accelerar el desenvolupament financer d'aquests països. La CEPAL suggereix a més que les Nacions Unides expandeixen la seva agenda per treballar rigorosament amb organismes financers internacions perquè es tornin més inclusius. Els factors claus per assolir competència universal són la diferència de coneixement a nivell estatal a través d'educació, entrenament i avenços tecnològics. L'economista Jagdish Bhagwati va suggerir que els programes que ajuden els països en desenvolupament a ajustar-se a l'economia global serien beneficiosos per a les relacions econòmiques internacionals.
Diversos moviments, com ara el moviment per un comerç just i el moviment en contra dels tallers clandestins, demanaven promoure una economia socialment més justa. El moviment per un comerç just s'esforça per millorar el comerç, el desenvolupament i la producció de productors en desavantatge. Aquest moviment ha aconseguit 1.6 bilions de dòlars en vendes anuals. El moviment serveix per sensibilitzar els consumidors sobre l'explotació a països en desenvolupament. El comerç just es duu a terme sota el lema "Comerç, no ajuda", per millorar la qualitat de vida dels agricultors i comerciants per la participació en vendes directes, proporcionant millors preus i donar suport a la comunitat. Mentrestant, el moviment anti tallers clandestins és per protestar en contra de tracte injust causat per algunes companyies. Algunes marques globals van ser trobades amb tallers clandestins però poc després van dur a terme alguns mètodes per suportar la feina de casa. El moviment és dut a terme per disminuir les irregularitats i obtenir els beneficis pels treballs.

#### Competència desbocada
Algunes vegades, la globalització és percebuda com la causa d'un fenomen anomenat "competència desbocada" això implica que les companyies multinacionals estan constantment tractant de mantenir o incrementar la seva influència a països que ja són dependents de les inversions estrangeres. Les companyies multinacionals tendeixen a marcar com a objectiu països dependents de les seves exportacions. A causa d'un increment en la competència, els països no desenvolupats estan subcotitzant els seus competidors en disminuir els seus estàndards laborals i, per tant, disminuint el cost de la mà d'obra per a les companyies multinacionals que hi inverteixen. Deliberadament, aquestes companyies es mudaran a països amb lleis i regulacions sobre estàndards laborals més relaxades perquè puguin fer el que vulguin. Això resulta en fàbriques amb severes condicions laborals, salaris baixos i inseguretat a la feina.

## Irreversibilitat
D'acord amb el prominent economista xinès Gao Shanguan, la globalització econòmica és una tendència irreversible pel fet que els mercats globals tenen la gran necessitat de tecnologies científiques i informàtiques. Amb la creixent demanda de ciència i tecnologia, Shanguan estableix que els mercats globals assumeixen una "creixent divisió laboral transfronterera".
Tot i això, el professor Robert Gilpin de la Universitat de Princeton argumenta que les polítiques econòmiques de les nacions han disminuït erròniament el seu creixement en resistir a la globalització, demostrant que la globalització no és irreversible. Antonio L. Rappa aprova que la globalització econòmica és reversible i cita el professor d'estudis internacionals Peter J. Katzenstein.

## Impacte

### Creixement econòmic i reducció de la pobresa
El creixement econòmic va accelerar i la pobresa va disminuir globalment després de l'acceleració de la globalització.

El creixement del PIB per càpita dels globalitzadors posteriors a 1980 va accelerar de 1.4 per cent anual als anys 60, 2.9 per cent anual als anys 70, 3.5 per cent als anys 80 i 5 per cent als anys 90. Aquesta acceleració en el creixement és més notable atès que els països rics van veure una disminució constant en el seu creixement d'un màxim de 4.7 per cent als anys 60 a un 2.2 per cent als anys 90. També, els països en desenvolupament no globalitzats els va ser pitjor que als globalitzats, en disminuir les taxes anuals de creixement de màxims de 3.3 per cent durant els anys 70 a només 1.4 per cent durant els anys 90. Aquest ràpid creixement entre els globalitzadors no és simplement a causa del fort exercici de la Xina i Inda a els anys 80 i 90,18 de 24 globalitzadors van experimentar increments en creixement, molts d'ells força considerables."

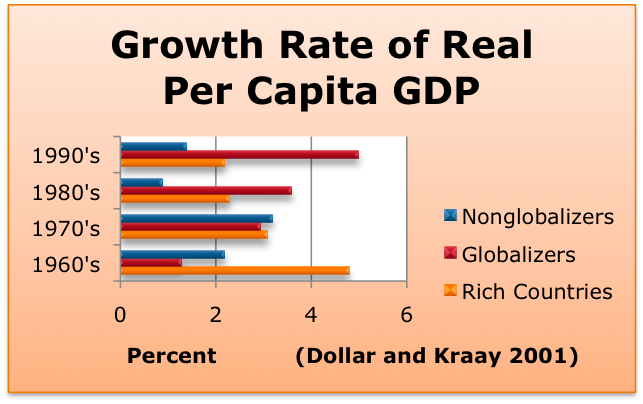
Taxa de creixement de PIB real per càpita.

D'acord amb el Fons Monetari Internacional, els beneficis pel creixement de la globalització econòmica són àmpliament compartits. Mentre que diversos globalitzadors han vist un increment en desigualtat, més notable a la Xina, aquest augment en desigualtat és el resultat de l'alliberament econòmic, les restriccions en la migració interna i les polítiques agriculturals, en comptes d'un resultat en el comerç internacional.
La pobresa s'ha reduït, tal com ho demostra el creixement del 5,4% en els ingressos de la cinquena part de la població més pobra de Malàisia. Fins i tot a la Xina, on la desigualtat continua sent un problema, la cinquena part de la població més pobra va experimentar un increment del 3,8% en el seu ingrés anual. A diversos països van disminuir aquelles persones vivint al llindar de la pobresa amb menys d'un dòlar per dia. A la Xina, la taxa es va reduir de 20 a 15 per cent ia Bangla Desh la taxa va baixar de 43 a 36 per cent.
Els globalitzadors redueixen la diferència de l'ingrés per càpita entre els rics i les nacions en globalització. La Xina, l'Índia i Bangla Desh, alguna vegada entre els països més pobres del món, han reduït la desigualtat a causa de la seva expansió econòmica.

### Cadena de subministraments global
La cadena de subministrament global consisteix en xarxes complexes interconnectades que permeten a les companyies produir, manejar i distribuir diversos béns i serveis al públic mundialment.
Les corporacions gestionen la cadena de subministraments per prendre avantatge quant a costos de producció més baixos. Una cadena de subministraments és un sistema d'organitzacions, gent, activitats, informació i recursos involucrats en moure un producte o servei des del proveïdor fins al client. Les activitats de la cadena de subministraments implica la transformació de recursos naturals, matèries primeres i components en un producte finalitzat que és lliurat a un client final. En sistemes sofisticats de cadena de subministraments, els productes usats probablement poden entrar una altra vegada a la cadena de subministraments a qualsevol punt on el valor residual sigui reciclable. Les cadenes de subministrament connecten les cadenes de valor. L'oferta i la demanda pot ser molt inconstant, depenent de factors com el clima, la demanda del client i les llargues ordres col·locades per corporacions multinacionals.

#### Sindicats de treballadors
Els sindicats de treballadors van ser establerts durant la industrialització com una solució a les pobres i no regulades condicions de treball. Negocis no regulats permetien salaris baixos, inseguretat i males condicions laborals. Sindicats van respondre mitjançant l'aplicació d'una tècnica anomenada negociació col·lectiva, on els treballadors poguessin legalment negociar salaris així com condicions laborals. Com a resultat directe, els drets laborals van incrementar com una política i la regulació va ser aplicada. Juntament amb la globalització, la contractació externa es va desenvolupar la qual cosa va incrementar el poder corporatiu. Com a solució, els sindicats de treballadors continuen lluitant pels drets dels treballadors globalment mitjançant organitzacions transnacionals.

### Fugida de capitals

La crisi econòmica de l'Argentina el 2001 va provocar una devaluació de la moneda i fugues de capitals que van resultar en un decrement de les importacions.

La fugida de capitals passa quan els actius o els diners ràpidament flueixen fora d'un país perquè aquest país ha incrementat recentment condicions financeres no favorables com ara impostos, tarifes, cost de mà obra, deute governamental o controls de capital. Això és acompanyat usualment per una forta disminució en la taxa de canvi del país afectat o una devaluació forçada a països que viuen sota taxes de canvi fixes. Disminucions a la moneda milloren els termes del comerç, però redueixen el valor monetari d'actius financers al país. Això condueix a disminucions al poder de compra dels actius del país.
Un document publicat el 2008 per la Integritat Global Financera va estimar que la fuita de capitals estava deixant els països en desenvolupament a una taxa de "$850 bilions a 1 trilió per any". Però la fugida de capitals també afecta els països desenvolupats. Un article publicat el 2009 per The Times va reportar que recentment centenars de financers i emprenedors adinerats van fugir al Regne Unit en resposta als recents increments en els impostos, reubicant-se en destinacions amb baixos impostos tal com Jersey, Guernsey, Isle Man i les Illes verges britàniques. El maig del 2012, la magnitud de la fuita de capitals a Grècia arran de la primera "indecisa" elecció legislativa va ser estimada en 4 bilions d'euros per setmana.
Les crisis de liquiditat poden ser causades per les fuites de capital a països directament afectats i poden causar dificultats relacionades en altres països involucrats en comerç internacional com a transport marítim i finances. Els posseïdors d'actius poden ser forçats a fer vendes a preus desfavorables. Els deutors típicament s'enfronten a un cost més gran i requeriments col·laterals, comparats amb períodes d'abundant liquiditat, i és gairebé impossible obtenir deutes no garantits. Normalment, durant una crisi de liquiditat, el mercat interbancari de préstecs s'estanca.

### Desigualtat

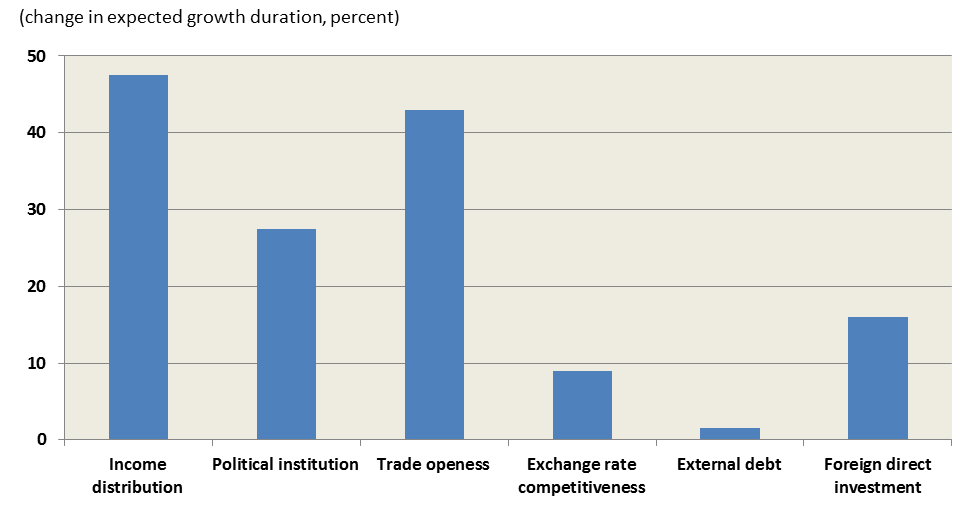
Dels factors que influeixen la durada del creixement econòmic tant en països desenvolupats i en desenvolupament, la igualtat d'ingressos té un efecte més beneficiós que l'obertura del comerç, les institucions polítiques i la inversió estrangera.

Mentre la permanència de la desigualtat dels ingressos dels països ha incrementat durant el període de globalització, la desigualtat global ha disminuït perquè els països en desenvolupament han experimentat un creixement més ràpid. La desigualtat econòmica varia entre societats, períodes històrics, estructures econòmiques o sistemes econòmics, guerres passades o actuals, entre gèneres i entre diferències en les habilitats dels individus per crear benestar. Entre els diversos índexs numèrics per mesurar la desigualtat econòmica, el coeficient de Gini és el més esmentat.
La desigualtat econòmica afecta l'equitat, la igualtat d'ingressos i la igualtat d'oportunitats subseqüentment. Tot i que estudis prèviament realitzats consideren la desigualtat econòmica com a necessària i beneficiosa, alguns economistes la veuen com un problema social important. Estudis inicials que suggereixen que una igualtat més gran impedeix el creixement econòmic no comptaven amb lapses de canvis en la desigualtat i canvis en el creixement. Estudis posteriors van afirmar que un dels determinants més sòlids d'un creixement econòmic sostingut és el nivell de desigualtat d'ingressos.
El terme desigualtat internacional fa referència a la desigualtat entre països. Les diferències d'ingressos entre països rics i pobres són molt àmplies, tot i que canvien ràpidament. Els ingressos per càpita a la Xina i l'Índia es van duplicar els 20 anys anteriors, una gesta que als Estats Units va requerir 150 anys. D'acord amb el reporti del 2013 de l'ONU sobre el desenvolupament humà, per als països en diferents nivells de l'Índex de desenvolupament humà de l'ONU el seu producte nacional brut entre el 2004 i el 2013 va créixer de 24,806 a 33,391 o 35% (molt alt desenvolupament humà), 4,269 a 5,428 o 27% (mitjà) i 1,633 o 38% (baix) en paritat de poder adquisitiu mesurat en dòlars americans.
Determinats canvis demogràfics al món en desenvolupament després de l'alliberament actiu econòmic i la integració internacional van resultar en un augment de benestar i, per tant, menys desigualtat. D'acord amb Martin Wolf, al món en desenvolupament com un tot, l'expectativa de vida va augmentar en quatre mesos cada any després de 1970 i la mortalitat infantil es va reduir de 107 per cada mil el 1970 a 58 el 2000 a causa de millores en els estàndards de vida i condicions sanitàries. També, l'alfabetització d'adults en països en desenvolupament va augmentar del 53% el 1970 al 74% el 1998 i una alfabetització molt menor entre els joves garanteix que les taxes continuaran disminuint amb el pas del temps. D'altra banda, la disminució en les taxes de fertilitat al món en desenvolupament de 4.1 naixements per dona el 1980 a 2.8 el 2000 indica una millora en els nivells d'educació de dones quant a la fertilitat i el control de menys nens amb més atenció i inversió per part dels pares. Conseqüentment, pares més educats i pròspers amb menys han escollit retirar els fills de la força laboral per donar-los l'oportunitat de ser educats en una escola millorant el problema d'explotació infantil. Per tant, malgrat que aparentment la distribució desigual d'ingressos entre aquests països en desenvolupament, el seu desenvolupament i creixement econòmic han portat millors estàndards de vida i benestar per a la població com un tot.
Avanços recents, tal com la manufactura just a temps, han afectat aquells treballs de manufactura i agricultura més que altres. Quan grans empreses o altres que controlen la cadena de subministrament decideixen reduir la manufactura, aquestes persones moltes vegades es troben sense feina amb poca o sense ajuda.

### Desigualtat de gènere

#### Riscos de salut
Juntament amb la globalització hi ha una internacionalització creixent de riscos sanitaris. Les empreses recorren a la contractació externa de llocs de treball en nacions en desenvolupament, que alhora forcen els estrangers amb ingressos menors al final de la "cadena alimentària", com a individus treballant per centaus de dòlar sota condicions antihigièniques no regulades. Les dones que es dediquen a l'agricultura, per exemple, sovint se'ls sol·licita treballar llargues jornades manejant químics com a pesticides i fertilitzants sense cap protecció. Hi ha conseqüències adverses sobre la salut a causa de les llargues jornades laborals i individus que tenen molta càrrega en treballar en una cadena de subministrament global.
Un estudi publicat per Seth, Divya i Nimali Singh prova que hi ha un enllaç entre una gran varietat de riscos per a la salut i l'excés de treball. L'article va argumentar que el temps és essencial; en poc temps és una necessitat per a la salut dun individu si lassumpte és el comportament, visitar loficina del doctor, una cura essencial. Hi ha una correlació directa amb l'estrès i ha estat la causa del 24% de malalties cardiovasculars incloent infarts i atacs de cor. Tot i que tant homes com dones experimenten deficiències saludables, reports finals indiquen que les dones, amb doble càrrega de treball domèstic i treballs remunerats, experimenten un increment en el risc de patiment psicològic i salut deficient. Els autors van concloure que la relació negativa entre la feina i la família té efectes secundaris associats amb problemes de salut tant en dones com en homes i aquesta relació està relacionada amb un pitjor estat de salut entre dones.
És comú que la vida laboral porti amb si condicions saludables adverses o fins i tot la mort a causa de les escasses polítiques de seguretat. Després del tràgic col·lapse de la fàbrica Rana Plaza a Bangla Desh, on van tenir lloc més de 800 morts, el país ha fet esforços per enfortir les seves polítiques de seguretat que beneficiïn els treballadors.

#### Maltractament
Les empreses col·loquen els seus llocs de producció en àrees amb poques o sense regulacions laborals, i com a resultat obtenen menys costos laborals. Amb les poques regulacions laborals, aquí és on es comença a veure el maltractament de treballadors, especialment dones i nens. Males condicions de treball i abusos sexuals amb alguns dels maltractaments enfrontats per dones a la cadena de subministrament tèxtil. Marina Prieto-Carrón demostra en la seva investigació a Amèrica Central que a les dones treballant en maquiladores clandestines no els proporcionen diàriament paper higiènic als banys. La raó per la qual costa més a les empreses és perquè les persones no poden treballar en el seu major potencial en males condicions, afectant el mercat global. A més, quan les empreses decideixen canviar les seves taxes de fabricació o locacions en indústries que fan servir més dones, sovint es queden sense feina ni ajuda. Aquest tipus de reducció brutal o eliminació d'hores és vist en indústria tal com la tèxtil i la indústria agricultora, totes dues contracten més dones que homes. Una solució al maltractament de dones a la cadena de subministrament és més envolupant des de l'empresa i tractar de regular la contractació externa del seu producte.

### Paradisos fiscals

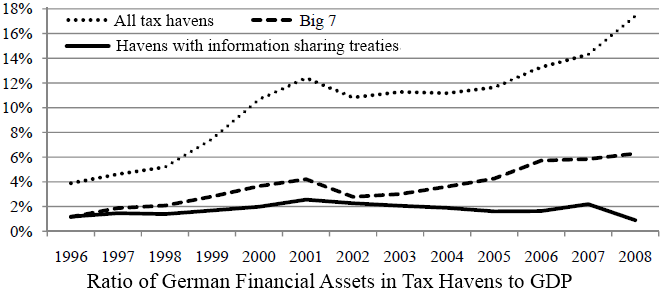
La proporció dactius alemanys en paradisos fiscals en relació amb el total del PIB alemany. Els "grans 7" són Hong Kong, Irlanda, Lebanon, Libèria, Panamà, Singapur, i Suïssa.

Un paradís fiscal és un estat, país o territori on alguns impostos són recaptats a una taxa menor o cap, la qual cosa és utilitzat per negocis per evadir impostos. Individus i empreses troben atractiu traslladar-se a àrees amb reducció d'impostos. Això crea una situació de competència dimpostos entre els governs. Els impostos varien substancialment a través de jurisdiccions. Estats sobirans tenen teòricament poders il·limitats per promulgar lleis fiscals afectant els seus territoris, llevat que estiguin limitats per tractats internacionals previs. L'aspecte fonamental d'un paradís fiscal és que les lleis i les altres mesures poden ser utilitzades per evitar les lleis fiscals o regulacions d'altres jurisdiccions. Al reporti de desembre del 2008 sobre l'ús de paradisos fiscals per les empreses americanes, l'Oficina de Comptabilitat del govern va ser incapaç de proporcionar una definició satisfactòria d'un paradís fiscal, però considera les següents característiques com a indicatives: impostos nuls o nominals; manca dintercanvi efectiu dinformació tributària amb autoritats fiscals estrangeres; manca de transparència en les operacions legislatives, legals o administratives; cap requisit de presència local; i autopromoció com un centre financer a l'estranger.
Un informe del 2012 per la Xarxa per a la Justícia Fiscal va estimar que entre $21 i $32 bilions de dòlars estan protegits d?impostos en paradisos fiscals arreu del món. Si aquests actius amagats a l'estranger fossin considerats, molts països amb governs nominalment en deute serien nacions creditores. Tot i això, el director de política fiscal de l'Institut Col·legiat d'Impostos va expressar escepticisme sobre exactitud de les figures. Daniel J. Mitchell de l'Institut Cato diu que el reporti també assumeix, en considerar perdudes d'ingressos fiscals, que 100% dels diners dipositats a l'estranger estan evadint el pagament d'impostos.
Els beneficis del refugi fiscal resulten en una incidència fiscal que posen en desavantatge els pobres. Molts paradisos fiscals es creu que tenen relació amb "fraus, rentat de diners i terrorisme." Investigacions en curs sobre l'abús de paradisos fiscals il·legals han produït poques condemnes. Opinions de comptadors sobre la plenitud dels paradisos fiscals han estat evolucionant, igual que les opinions dels usuaris de les seves corporacions, governs, i polítics, el seu ús per les 500 majors empreses nord-americanes i altres roman generalitzat. Propostes de reforma centrant-se en les quatre grans firmes de comptabilitat han estat promogudes. Alguns governs semblen estar usant un programa espia per examinar les finances corporatives.

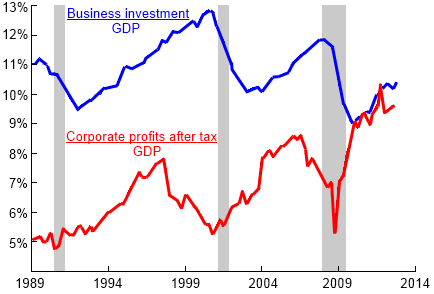
Vermell: Beneficis després d'impostos de les empreses americanes. Blau: Inversió empresarial estrangera als EUA, totes dues com a fracció del PIB, 1989-2012. Concentració de la riquesa dels guanys als paradisos fiscals a causa de l'evasió fiscal impulsada per la imposició de mesures d'austeritat, inhibint més creixement.

### Veus dels països en desenvolupament
La Comissió Econòmica per a Amèrica Llatina i el Carib (ECLAC per les sigles en anglès) ha proposat un pla de condicions de suport per millorar la posició econòmica global dels països en desenvolupament. No obstant, els països més afavorits continuen controlant l'agenda econòmica. Lechner i Boli estableixen que el Banc Mundial i el Fons Monetari Internacional ha de donar veu als països en desenvolupament.

### Efectes culturals
La globalització econòmica pot afectar la cultura. Poblacions poden imitar el flux internacional de capitals i mercats laborals en forma d'immigració i fusió de cultures. Recursos estrangers i mesures econòmiques possiblement poden afectar diferents cultures i persones natives. A mesura que aquestes poblacions estan exposades a l'idioma anglès, ordinadors, música occidental ia la cultura americana, s'estan observant canvis en la disminució de la mida de les famílies, immigració a grans ciutats, més cites casuals, i els rols de gènere estan sent transformats.
Yu Xintian va assenyalar dues tendències contràries a la cultura a causa de la globalització econòmica. Yu va argumentar que la cultura i la indústria no només flueix des del món desenvolupat cap a la resta, però desencadena un esforç per protegir les cultures locals. Destaca que la globalització econòmica va començar després de la Segona Guerra Mundial, mentre que la internacionalització va començar fa gairebé un segle.
George Ritzer va escriure sobre la McDonalització de la societat i com els negocis de menjar ràpid es van escampar a través dels Estats Units i la resta del món, atraient altres llocs a adaptar la cultura del menjar ràpid. Ritzer descriu altres negocis com The Body Shop, una companyia de cosmètics britànica, que ha copiat el model de negoci per expandir-se i influenciar-se de McDonalds. El 2006, 233 de 280 o més del 80% de nous McDonald's van obrir fora dels EUA. El 2007, el Japó tenia 2,828 locacions de McDonalds.
Empreses globals de comunicació exporten informació arreu del món. Això crea majoritàriament una sola manera de flux d'informació, i exposició principalment a productes i valors occidentals. Companyies com CNN, Reuters i la BBC dominen les ones globals amb punts de vista occidentals. Altres companyies de mitjans de notícies com la xarxa Al Jazeera a Qatar ofereix un diferent punt de vista, però arriba i influeix poques persones.

### Migració
"Amb aproximadament 210 milions de persones vivint fora del seu país d'origen (Organització Internacional de Treball, 2010), la migració internacional ha afectat les vides de gairebé totes les persones tant al país que envia com al país que rep del sud i nord del planeta". A causa dels avenços en la tecnologia, l'ésser humà així com els béns són capaços de moure's a través de diferents països i regions amb relativa facilitat.